# Ваду (Хунедоара)
Ваду (рум. Vadu) — село у повіті Хунедоара в Румунії. Входить до складу комуни Синтемерія-Орля.
Село розташоване на відстані 278 км на північний захід від Бухареста, 32 км на південь від Деви, 141 км на південь від Клуж-Напоки, 134 км на схід від Тімішоари.

## Населення
За даними перепису населення 2002 року у селі проживали 99 осіб, з них 98 осіб (99,0%) румунів. Усі жителі села рідною мовою назвали румунську.